# Cooperativa de Pagesos (la Secuita)
La Cooperativa de Pagesos és una construcció noucentista de la Secuita (Tarragonès) inclosa a l'Inventari del Patrimoni Arquitectònic de Catalunya.

## Descripció
Edifici de planta baixa, pis i golfes. A façana està dividida en tres parts verticalment, el centre, on es troba la porta principal, és més estret i a banda i banda dos cossos iguals. Hi ha elements classicistes com les columnes de fust llis i capitell jònic de la porta d'entrada i de les finestres dels costats. El coronament de la façana dels cossos laterals és un semicercle i el central és recte.

## Història
Fou construïda l'any 1928 com a cooperativa de pagesos -"Sindicat agrícola", diu la porta d'entrada-. Disposa de sala de ball i d'un concorregut cafè. El carrer de Sant Pau, com el paral·lel de Sant Roc, sorgiren al llarg de la segona meitat del segle xix.